# Rhoadsia
Rhoadsia is een geslacht van straalvinnige vissen uit de familie van de karperzalmen (Characidae).

## Soorten
- Rhoadsia altipinna Fowler, 1911
- Rhoadsia minor Eigenmann & Henn, 1914